# Agence Stock Photo

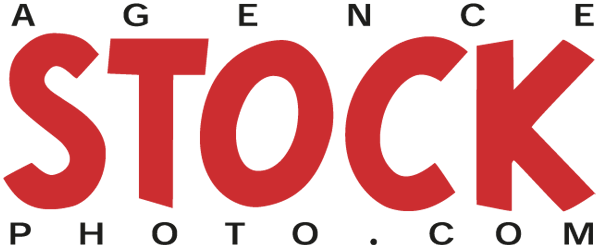

L'Agence Stock Photo est un collectif fondé en 1987 par les photographes Robert Fréchette, Jean-François Leblanc et Martin Roy. Partageant une vision commune du photojournalisme, ils ont fondé l'Agence Stock Photo afin de demeurer indépendants des grands groupes de presse.
Au fil des ans, Stock s'est taillé une place tant dans le domaine médiatique qu'artistique. Depuis 1987, les membres de Stock Photo ont publié dans nombre de magazines tels L'Actualité, Québec Science et Nouvelles CSQ (Centrale des syndicats du Québec) et dans la presse au Québec à La Presse (Montréal) et Le Devoir.
À l'étranger, leurs images ont notamment été publiées dans plusieurs quotidiens et magazines français comme Le Monde, Libération (journal), L'Express et Le Point.

## Mission
Par la voie de la photographie d'auteur, les membres de Stock s'intéressent aux mouvements sociopolitiques et culturels au Québec et à l'étranger. Leurs images esthétiquement soignées décrivent et racontent également, d'un œil humaniste, les petites histoires de la vie quotidienne. "(...) depuis toujours, Stock a cherché à faire reconnaître au photojournalisme québécois un statut d'art, de souche humaniste, dans la lignée des Cartier-Bresson et Capa."
En plus de leur œuvre personnelle, les membres de l'Agence Stock Photo collaborent parfois pour des projets en collectif.

## Exposition collectives
Au Québec, leurs projets ont figuré dans la programmation officielle du Mois de la Photographie à Montréal en 1989, 1995 et 1997.
En 1991, leur exposition Vision d'Amérique a été présentée aux Rencontres d'Arles. La vie en Stock (1991 à 1994) et Rituel Festif (1998-2006) ont tourné en Europe et dans le monde via le réseau des Galeries Photo Fnac.
Depuis les dernières années, les membres de l'Agence ont exposé leurs travaux au Zoom Photo Festival et aux les Rencontres internationales de la photographie en Gaspésie. 
Au fil de leurs nombreux voyages en Haïti, les membres de Stock ont produit plusieurs reportages et expositions sur le pays dont Stock, 15 ans nen pays Ayiti ; Haïti : Comment ça va et Ayiti lavi.
En 2012, les membres de l'Agence ont produit une exposition récapitulative des 25 ans d'existence du collectif présentée à Saguenay au Zoom Photo Festival et à Montréal,.

## Membres actifs
Josué Bertolino œuvre dans le domaine du reportage documentaire depuis près de 10 ans et collabore à titre de photographe avec l'Agence Stock Photo depuis 2012. Il a été membre actif du collectif de vidéastes engagés Les Lucioles de 2003 à 2007 puis a travaillé comme cameraman et monteur par les Productions Via le Monde. 
Passionné par les questions politiques, sociales, culturelles et environnementales, il a réalisé diverses productions indépendantes dans nombre de pays, de l'Afrique de l'Ouest à l'Amérique latine. En 2010, il a réalisé une installation vidéo pour le Musée de la civilisation à Québec portant sur la musique afro-américaine. 

Caroline Hayeur est membre de Stock depuis près de vingt ans. Ses travaux photographiques s'intéressent aux formes de socialisation contemporaines à travers une quête de convivialité, d’émotion et de ritualité. Derrière sa quête d’universalité, elle reste déterminée à mettre en image «l’ici-maintenant». 
Elle s'est illustrée tant au Québec qu'à l'étranger avec ses projets Rituel festif : Portraits de la scène rave à Montréal, Tanz Party, Amalgat — Danse, tradition et autres spiritualités et Humanitas. Elle collabore depuis les débuts en tant que photographe culturelle au festival de musique électronique Mutek. 
En plus de publier dans de nombreux magazines et journaux français et québécois, elle a exposé dans les galeries dont VU Photo à Québec, au Centre Clark, les Maisons de la culture de Montréal, le Musée d'art de Joliette, le Centre national des Arts d'Ottawa, La Filature à Mulhouse, en France ainsi que le Musée populaire de la photographie à Drummondville.
Caroline Hayeur enseigne également le photojournalisme à l’Université du Québec à Montréal. Avec la musicienne Myléna Bergeron, elle a formé le duo Les Ying Yang Ladies, qui œuvre en arts médiatiques. 

Jean-François Leblanc est l'un des membres fondateurs de l'Agence Stock Photo et travaille comme photojournaliste et photographe de presse indépendant depuis 1984. Plusieurs fois boursier du Conseil des Arts du Canada, il a largement exposé au Canada et à l’étranger, notamment en Europe, au Mexique, en Haïti et aux Rencontres d'Arles en France.
Ses images ont paru dans un grand nombre de quotidiens et magazines au Québec et à l'international comme Le Monde, L'Express, Le Point, Libération, Jeune Afrique, GEO (magazine), Photo, Photo-Reporter, Saturday Night, [Jazz Time et Canadian Geographic. 
Depuis plusieurs années, il collabore notamment avec le Cirque du Soleil, le Festival international de jazz de Montréal, le quotidien Le Devoir, le magazine L'Actualité et l’ACDI (l'Agence canadienne de développement international).

Miguel Legault est un photojournaliste basé à Montréal qui jongle entre vidéo et photographie. À travers une vision instinctive et humaniste de la photographie, Miguel Legault se penche sur des histoires simples de la vie quotidienne. 
Son approche journalistique et créative l'a amené à œuvrer pour la presse écrite et le domaine corporatif. Adepte des manifestations de rue, Miguel Legault affectionne également le portrait et le paysage habité.
Miguel Legault collabore comme photographe entre autres avec les Piknic Électronik et le festival de musique électronique Mutek.
Jean-Eudes Schurr a œuvré comme photojournaliste en Europe pendant une vingtaine d'années avant de s’établir à Montréal en 1992. En plus de travailler avec divers journaux et éditeurs européens, il a mis sur pied les Productions de l'Œil, une entreprise spécialisée dans la mise en valeur du photojournalisme au Québec. Il a entre autres publié dans Geo, Grands Reportages, Paris Match, VSD, Libération, Newsweek, Time, The New York Times et Marie Claire.
Au Québec, il s'est joint à plusieurs collectifs de photographes et a exposé sur l'avenue McGill Collège à Montréal ainsi qu'à Ottawa. Il a collaboré comme directeur artistique pour des projets d'exposition comme Montréal Design à l'aéroport Montréal-Trudeau, Dans les coulisses et Les gestes de la Prière pour le Festival Montréal en lumière.

Marie-Hélène Tremblay est une photographe de rue, née à Baie-Comeau, qui s'intéresse à l'humanité et sa vie quotidienne. En 1994, elle s'installe à Vancouver et travaille comme assistante à la caméra dans l'industrie du cinéma pendant huit ans. 
À son retour à Montréal, elle entreprend une carrière de photographe indépendante. En septembre 2006, elle se joint au collectif Stock. Depuis 2008, elle collabore avec le quotidien Le Devoir, le journal La Presse et plusieurs magazines ainsi qu'avec le milieu culturel. 

## Ancien membres
- Benoit Aquin
- Normand Blouin
- Robert Fréchette (membre fondateur)
- Laurent Guérin
- Hubert Hayaud
- Horacio Paone
- Martin Roy (membre fondateur)

## Publications
2007	Amalgat* Danse, tradition et autres spiritualités,  (ISBN 978-2-89091-258-8)
2002	Tanz Party,  (ISBN 2-7165-0585-3)
1997	Rituel Festif,  (ISBN 2-9805694-0-2)
2010	Habiter,  (ISBN 978-2-921440-22-6)
2001	Le Québec de la honte,  (ISBN 2-89485-185-5)
2003	Hivers,  (ISBN 2-89540-171-3)
2002	Parachute 107, électrosons_electrosounds
Documentaire : À la manière de… sur Caroline Hayeur, Série Phôtos diffusée sur TV5 et ARTV